# Pennisetum villosum
Pennisetum villosum là một loài thực vật có hoa trong họ Hòa thảo. Loài này được Fresen. mô tả khoa học đầu tiên năm 1837.

## Hình ảnh

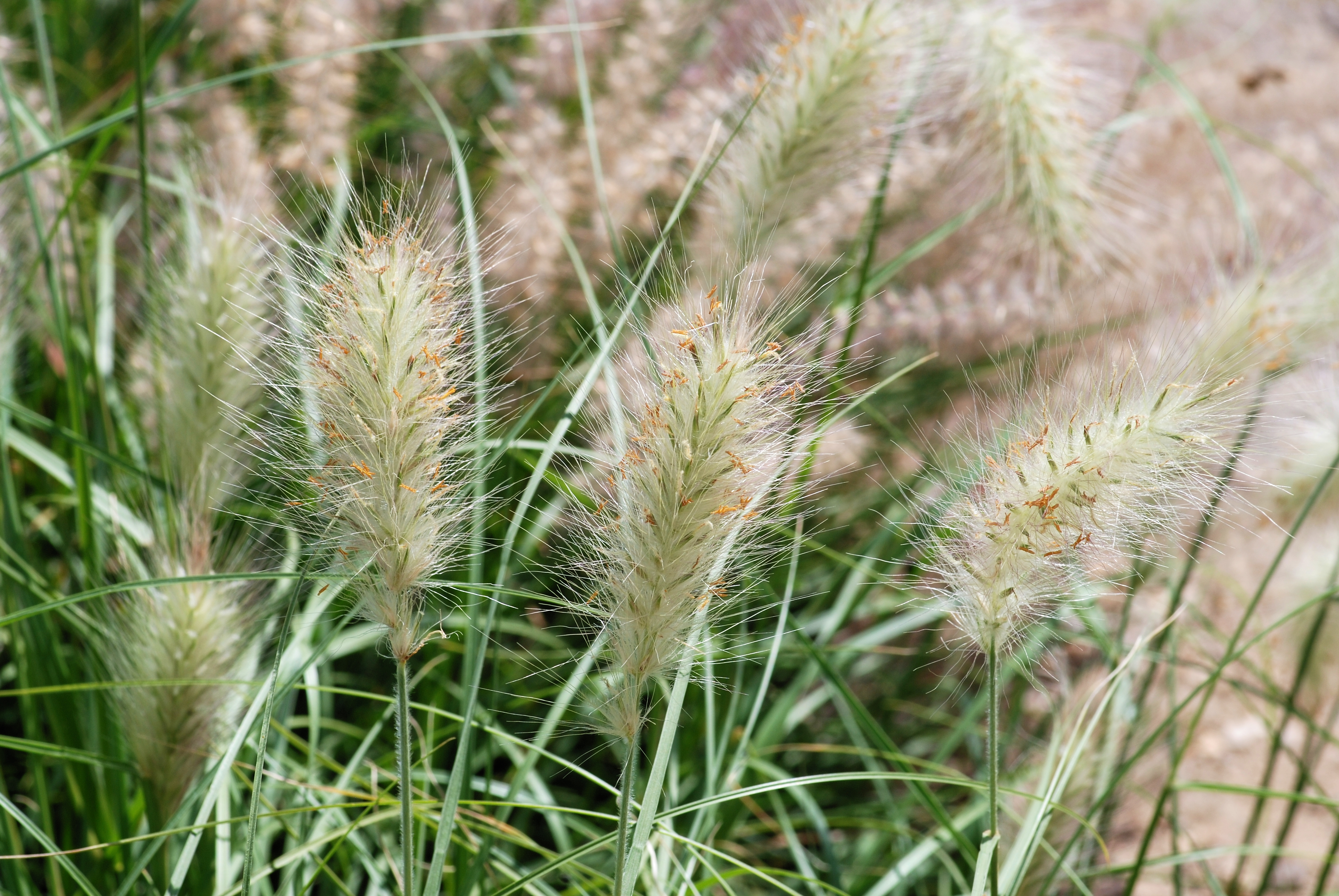
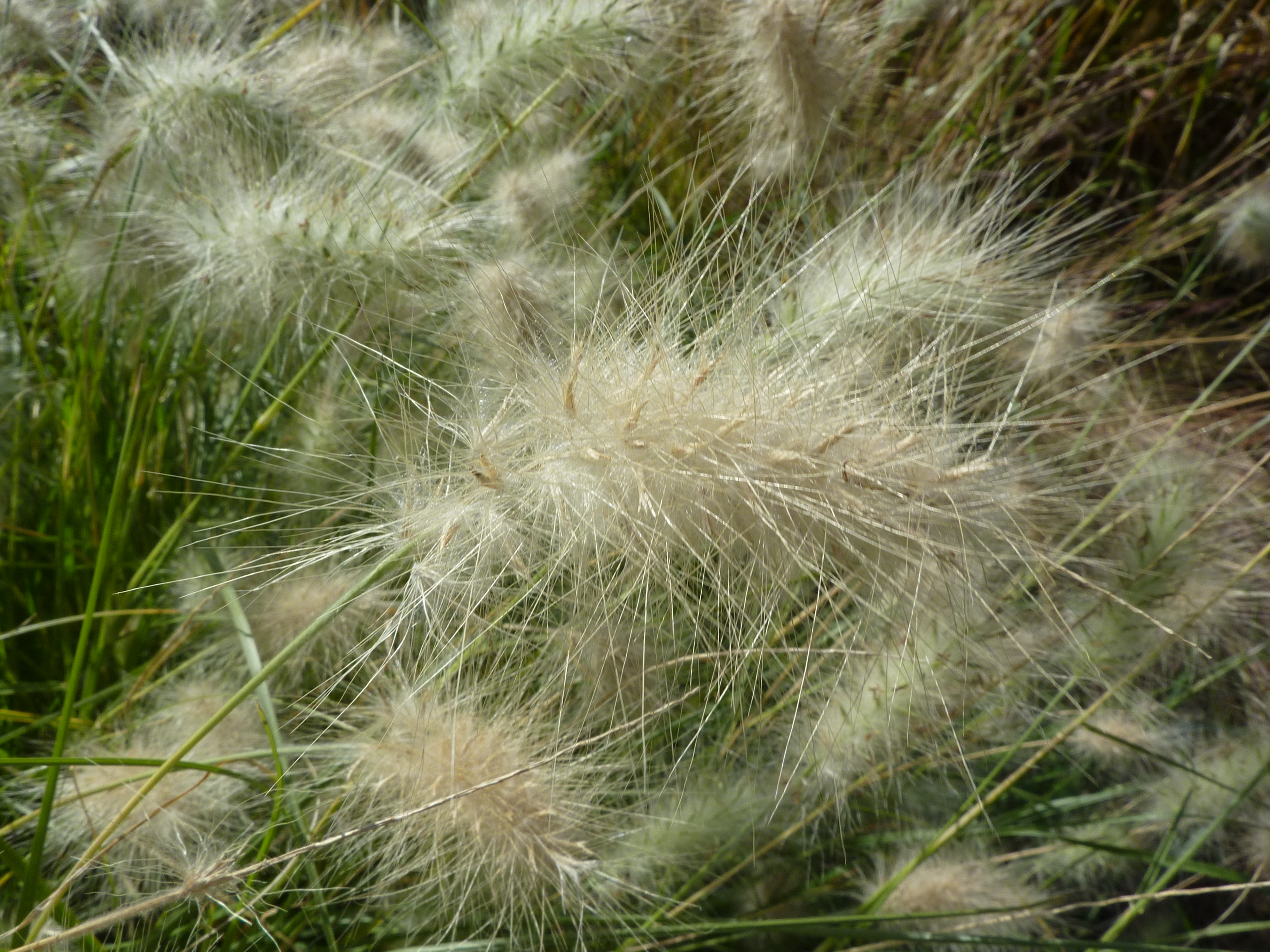
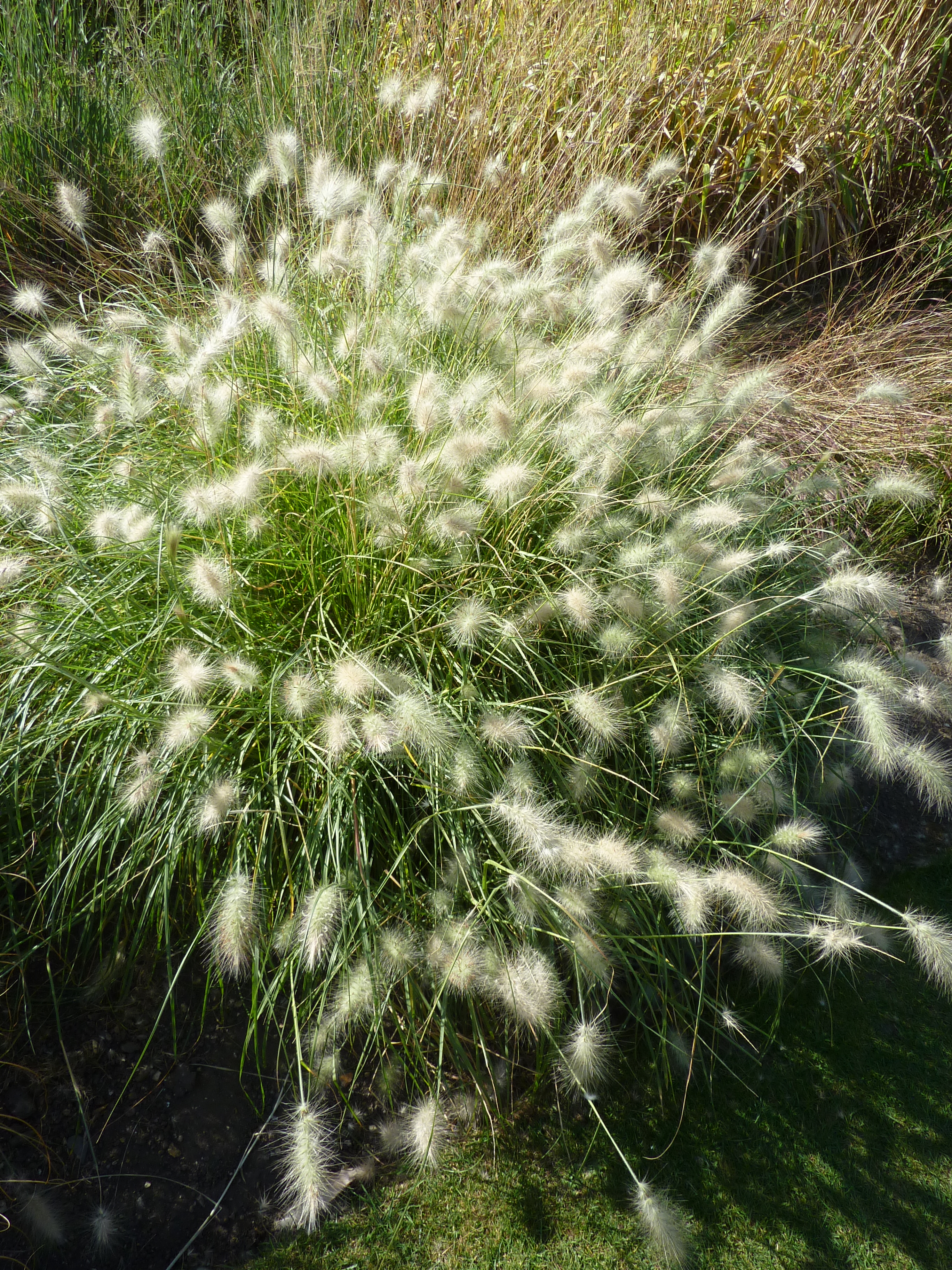
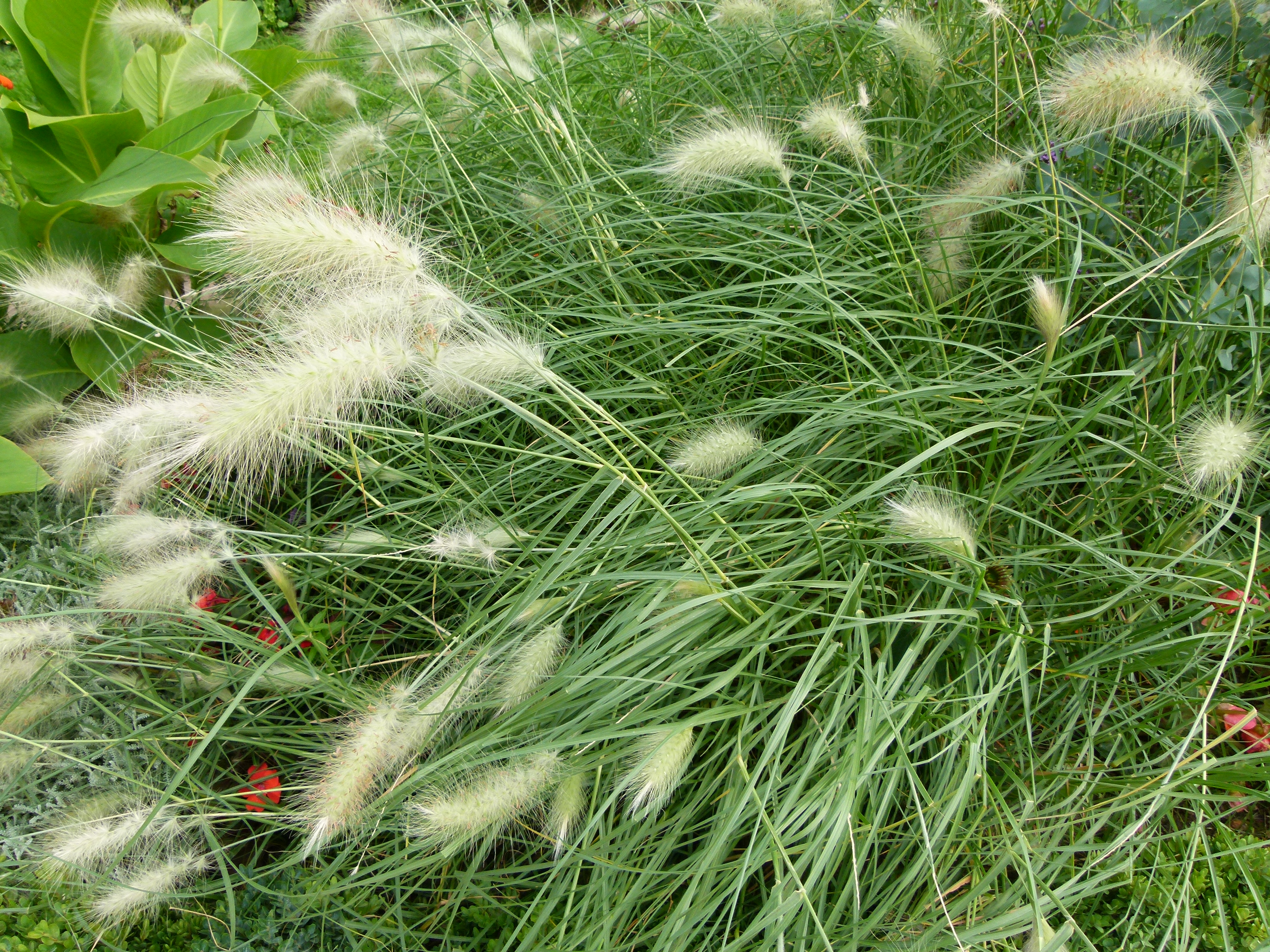